# Anne Masson

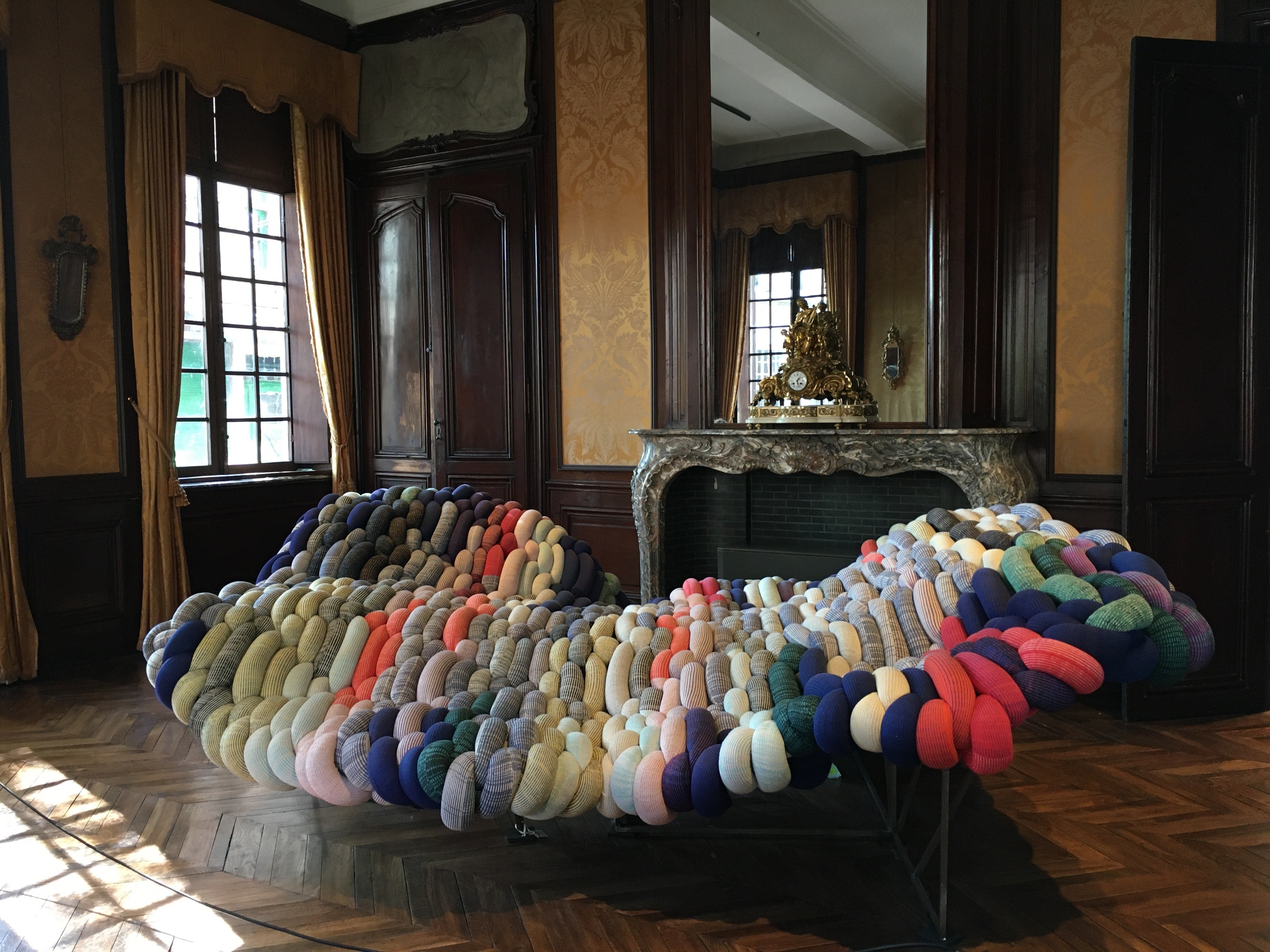
Lichtbed, 2010, samenwerking 51N4E, Chevalier-Masson & Julie Vandenbroucke; opstelling permanente collectie Design Museum Gent

Anne Masson (Lausanne, 1969) is een Belgische hedendaagse textielontwerpster. Zij verdeelt onder eigen naam Masson een collectie gebreide accessoires en objecten. Sinds 2005 werkt zij samen met Eric Chevalier, Belgische textielontwerper, onder het merk Chevalier Masson. Zij zijn gevestigd in Brussel.

## Studie en carrière
Anne Masson leidt sinds 2000 de masteropleiding textieldesign aan de kunst- en designacademie La Cambre in Brussel.
Zij studeerde er zelf ook af en kreeg 3 keer (1994, 1996, 1998) de Swiss Culture Award toegekend.
Tijdens haar studies ontwikkelde ze samen met ontwerper Eric Beauduin het label Beauduin-Masson Bruxelles en maakten ze samen een collectie accessoires en prêt-à-porter. Zij ontwikkelde daarvoor het breiwerk.
Naast haar werk voor haar eigen label en voor het label Chevalier Masson werkte ze verder ook samen met Studio Edelkoort in Parijs en met Diane Steverlynck onder het label Lænd.

## Werk in musea en privé collecties
Werken van Anne Masson maken deel uit van verschillende musea: Design Museum Gent, CID Grand Hornu, Brussels Mode et Dentelle Museum, CNAP in Parijs en Barbier-Mueller in Geneve.
In 2015 kwam in CID Grand Hornu de tentoonstelling Des choses à faire tot stand en verscheen ook het gelijknamige boek.